# Périgny (Loir-et-Cher)
Périgny – miejscowość i gmina we Francji, w Regionie Centralnym, w departamencie Loir-et-Cher.
Według danych na rok 1990 gminę zamieszkiwało 175 osób, a gęstość zaludnienia wynosiła 17 osób/km² (wśród 1842 gmin Centre, Périgny plasuje się na 963. miejscu pod względem liczby ludności, natomiast pod względem powierzchni na miejscu 1134.).